# Silene rhizophora
Silene rhizophora là loài thực vật có hoa thuộc họ Cẩm chướng. Loài này được (Muschl.) Bocquet miêu tả khoa học đầu tiên năm 1967.